# Stjärnparaden

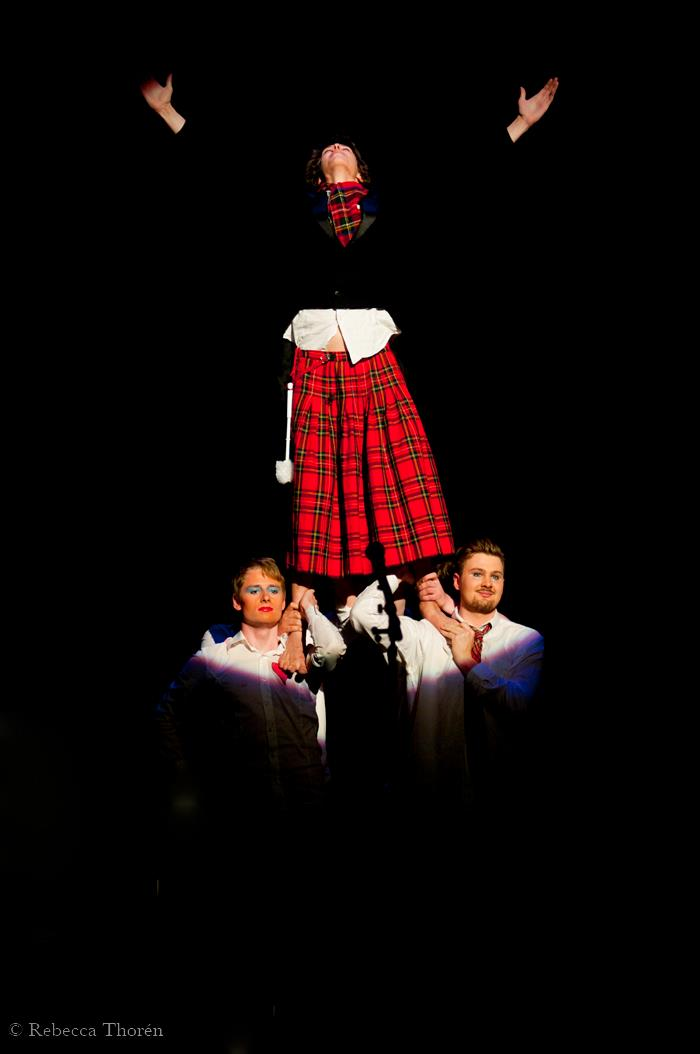
Teknis Gosskörs intro under Stjärnparaden 2012

Stjärnparaden är en spex- och revyförening vid Rudbecksgymnasiet i Örebro som drogs igång 1980 av In Statu Nascendi. Föreningen är organiserad indelad i studiecirklar med olika ansvarsområden som teater, sång, band, manus, teknik och kostym.
Föreningen har sedan start satt upp en teaterföreställning — "Stjärnparaden" — på någon av Örebros teatrar; Gamla teatern, Parkteatern, eller Hjalmar Bergmanteatern. Spexen framför på rim, enligt Uppsalaskolan, och av en blandad ensemble. Fram till sekelskiftet byggde spexen främst på historiska förlagor, därefter har fiktiva förlagor hämtade från musikal, film och litteratur dominerat.

## Spex genom tiderna
| År   | Spex                                                                            | Förlaga                                               |
| ---- | ------------------------------------------------------------------------------- | ----------------------------------------------------- |
| 1982 | Katarina den stora                                                              | Katarina den stora                                    |
| 1983 | Caesarion                                                                       | Caesarion                                             |
| 1984 | Margareta                                                                       | Drottning Margareta                                   |
| 1985 | Jeanne d'Arc                                                                    | Jeanne d'Arc                                          |
| 1986 | Engelbrekt                                                                      | Engelbrekt Engelbrektsson                             |
| 1987 | Slaget vid Hastings                                                             | Slaget vid Hastings, se Vilhelm Erövraren             |
| 1988 | Columbus                                                                        | Christofer Columbus                                   |
| 1989 | Kinesiska muren                                                                 | Kinesiska muren, se Qin Shi Huangdi                   |
| 1990 | Augustus                                                                        | Augustus                                              |
| 1991 | Tre Kronor                                                                      | Slottet Tre Kronor, se Karl XII                       |
| 1992 | Trafalgar                                                                       | Slaget vid Trafalgar, se Lord Nelson                  |
| 1993 | Ansgar of Doom                                                                  | Ansgar                                                |
| 1994 | Akilles eller En hälig historia                                                 | efter boken Odysséen, se Akilles                      |
| 1995 | Maskeradbalen                                                                   | Mordet på Gustav III, se Gustav III                   |
| 1996 | Slaget vid Little Big Horn eller En massa bull shit                             | Slaget vid Little Bighorn, se George Armstrong Custer |
| 1997 | Kalabaliken i Bender                                                            | Kalabaliken i Bender, se Karl XII                     |
| 1998 | Franska Revolutionen eller Giljotinet, the best a head can get                  | Franska Revolutionen, se Marie-Antoinette             |
| 1999 | Gustav Vasa ett skidroligt spex, ursäkta stavfelet                              | Gustav Vasa                                           |
| 2000 | Robin Hood                                                                      | efter filmen Robin Hood                               |
| 2001 | De tre musketörerna eller En fralla, fralla för en                              | efter boken De tre musketörerna                       |
| 2002 | Odyssén eller Antique the greatest hits – en historiskt lång antikrunda         | efter boken Odysséen, se Odysseus                     |
| 2003 | Fantomen på operan eller Är det fest i ditt huvud också                         | efter musikalen Fantomen på operan                    |
| 2004 | Cleopatra eller En egyptisk caesarsallad – ett riktigt pyramidspel              | Kleopatra VII av Egypten                              |
| 2005 | Casablanca eller This could be the begining of a beautiful spex                 | efter filmen Casablanca                               |
| 2006 | Sherlock Holmes eller What's on, Watson?                                        | efter böckerna om Sherlock Holmes                     |
| 2007 | Skattkammarön eller Alla vägar bär till rom                                     | efter boken Skattkammarön                             |
| 2008 | Wolfgang Amadeus Mozart eller Då tenorer basade över alt                        | efter filmen Amadeus, se Wolfgang Amadeus Mozart      |
| 2009 | Frankensteins Monster eller A Real Monsterpiece                                 | efter boken Frankensteins Monster                     |
| 2010 | Greven av Monte Cristo eller Ett fängslande ö-de                                | efter boken Greven av Monte Cristo                    |
| 2011 | Mordet på Orientexpressen eller Ett brott på spåret                             | efter boken Mordet på Orientexpressen                 |
| 2012 | Alexander den Store eller En stor-slagen historia                               | efter filmen Alexander, se Alexander den store        |
| 2013 | Stolthet och fördom eller the Darc Knight Rises                                 | efter boken Stolthet och fördom                       |
| 2014 | Harry Potter och Hemligheternas spammare eller Ett lur-IT SIM-salabim           | efter Harry Potterserien                              |
| 2015 | Tillbaka till framtiden eller Ett relativt kron-ologiskt tidsfördriv            | efter filmen Tillbaka till framtiden                  |
| 2016 | Kalle och chokladfabriken (Karam)eller ett maffigt sötslug utan ingredi-gränser | efter filmen Kalle och chokladfabriken                |
| 2017 | The Great Gatsby eller Ett rikligt höger-laddat svängom                         | efter filmen Den store Gatsby                         |
| 2018 | Alexander den Store och Knugen från Zkåne                                       | efter filmen Alexander, se Alexander den store        |
| 2019 | Alice i Underlandet eller En långdrogen tripp-y den undre världen               | efter filmen Alice i Underlandet                      |
| 2020 | Spexet inställt - på grund av coronaviruspandemin                               |                                                       |
| 2021 | Spexet inställt - på grund av coronaviruspandemin                               |                                                       |
| 2022 | Romeo och Julia - Kärlek vid första bärsen, kryddad med en oklar familjefejd    | efter pjäsen Romeo och Julia                          |
| 2023 | Emil i Lönneberga - Med hyss och en gnutta hybris                               | efter sagorna av Astrid Lindgren                      |

## Stjärnparadens vänner
Stjärnparadens vänner är en dotterorganisation till Stjärnparaden som stöder den vid såväl ekonomiska som organisationella motgångar. Stjärnparadens vänner består av utgångna Stjärnparadare som önskar bidra med erfarenhet och en liten summa pengar. Ofta återvänder ett par representanter från Stjärnparadens vänner till föreställningarna för att dela ut utmärkelser, samt hjälpa till vid behov.